# Bactericera salictaria
Bactericera salictaria är en insektsart som först beskrevs av Loginova 1964.  Bactericera salictaria ingår i släktet Bactericera och familjen spetsbladloppor. Inga underarter finns listade i Catalogue of Life.